# Morelle (rivière)
Pour les articles homonymes, voir Morelle (homonymie).
Ne doit pas être confondu avec Morel (rivière).
La Morelle est une rivière française, affluent gauche du fleuve la Seine. Elle s'écoule dans les départements normands de l'Eure et du Calvados dont elle marque la frontière sur une grande partie de son parcours, et se jette dans l'estuaire de la Seine à travers les bassins du port de Honfleur, et en aval du pont de Normandie.

## Géographie
Longue de 17,7 km, la Morelle prend sa source sur la commune de Beuzeville, dans le département de l'Eure, au lieu-dit Lachy, à 120 m d'altitude et à moins de 500 mètres au nord-est de l'aire de service de Beuzeville Nord sur l'autoroute A13.

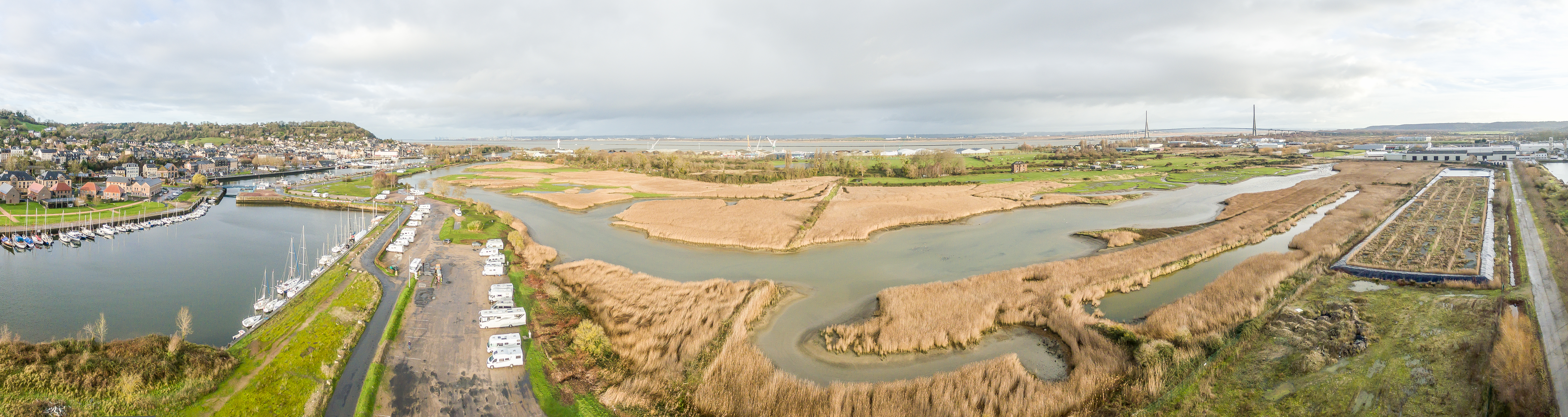
Panomara de la Morelle à Honfleur.

Elle s'écoule globalement du sud-est vers le nord-ouest, et conflue sur la commune de Honfleur à 0 mètre d'altitude dans le port.

### Communes et cantons traversés

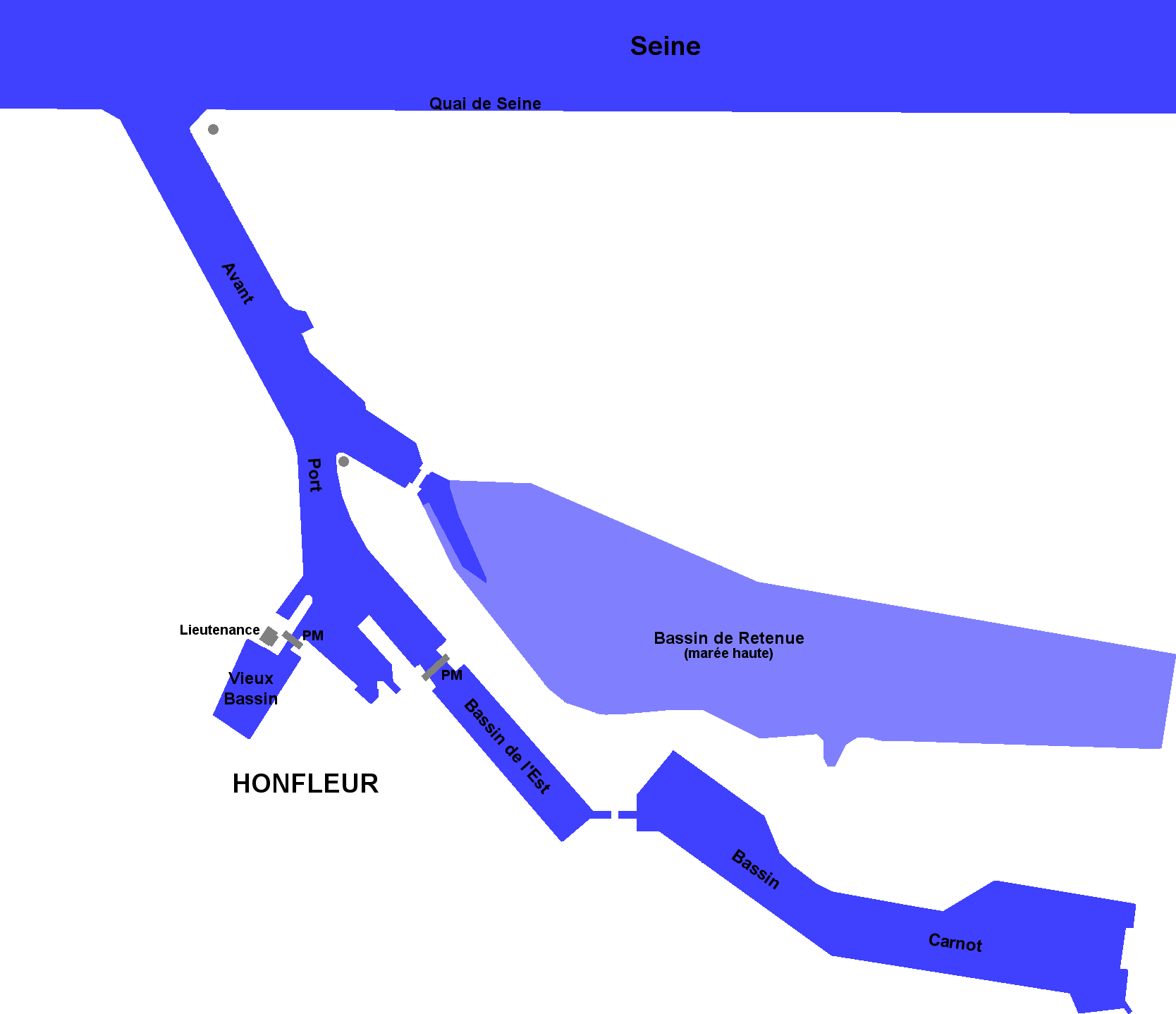
L'embouchure de la Morelle dans le port d'Honfleur

La Morelle traverse ou borde huit communes, cinq dans le Calvados et trois dans l'Eure: 
- Beuzeville (prend sa source au centre de la commune puis marque sa limite nord-ouest et la frontière entre l'Eure et le Calvados[3])
- Quetteville (limite nord-est de la commune et frontière entre l'Eure et le Calvados[3])
- Genneville (limite orientale de la commune sur une vingtaine de mètres seulement et frontière entre l'Eure et le Calvados[3])
- Manneville-la-Raoult (limite orientale de la commune et frontière entre l'Eure et le Calvados[3])
- Fiquefleur-Equainville (limite ouest de la commune et frontière entre l'Eure et le Calvados)
- Ablon (traverse d'est en ouest le nord de la commune[3])
- La Rivière-Saint-Sauveur (limite nord de la commune[3])
- Honfleur (se jette dans le bassin Carnot du port[3])

Sur ces départements, la Morelle prend source dans le canton de Beuzeville traverse et conflue dans le canton de Honfleur-Deauville, dans les arrondissement de Bernay, arrondissement de Lisieux, dans la seule intercommunalité Communauté de communes du Pays de Honfleur-Beuzeville.

### Bassin versant
La Morelle traverse les cinq zones hydrographiques suivantes « La Morelle de sa source au confluent de l'Orange (exclu) », 
« L'Orange de sa source au confluent de la Morelle », 
« La Seine du confluent du Canal de Retour d'Eau - bras Nord Sud (exclu) au confluent de la Morelle (exclu) », 
« La Seine du confluent de la Morelle (exclu) au confluent du ruisseau de Barneville (exclu) », 
« La Morelle du confluent de l'Orange (exclu) au confluent de la Seine »,.

### Organisme gestionnaire
L'organisme gestionnaire est le GIP Seine-Aval.

## Affluents
La Morelle a cinq affluents contributeurs référencés dont deux entre huit kilomètres et onze kilomètres de long :
- l'Orange (rg[note 3]) 10 km avec trois affluents et de rang de Strahler deux.
- la Claire (rg) 9 km avec deux affluents et de rang de Strahler deux.

La Morelle a aussi un cours d'eau non nommé de cinq kilomètres de long avec un affluent et de rang de Strahler trois.

### Rang de Strahler
Donc le rang de Strahler de la Morelle est de quatre.

## Aménagements et écologie

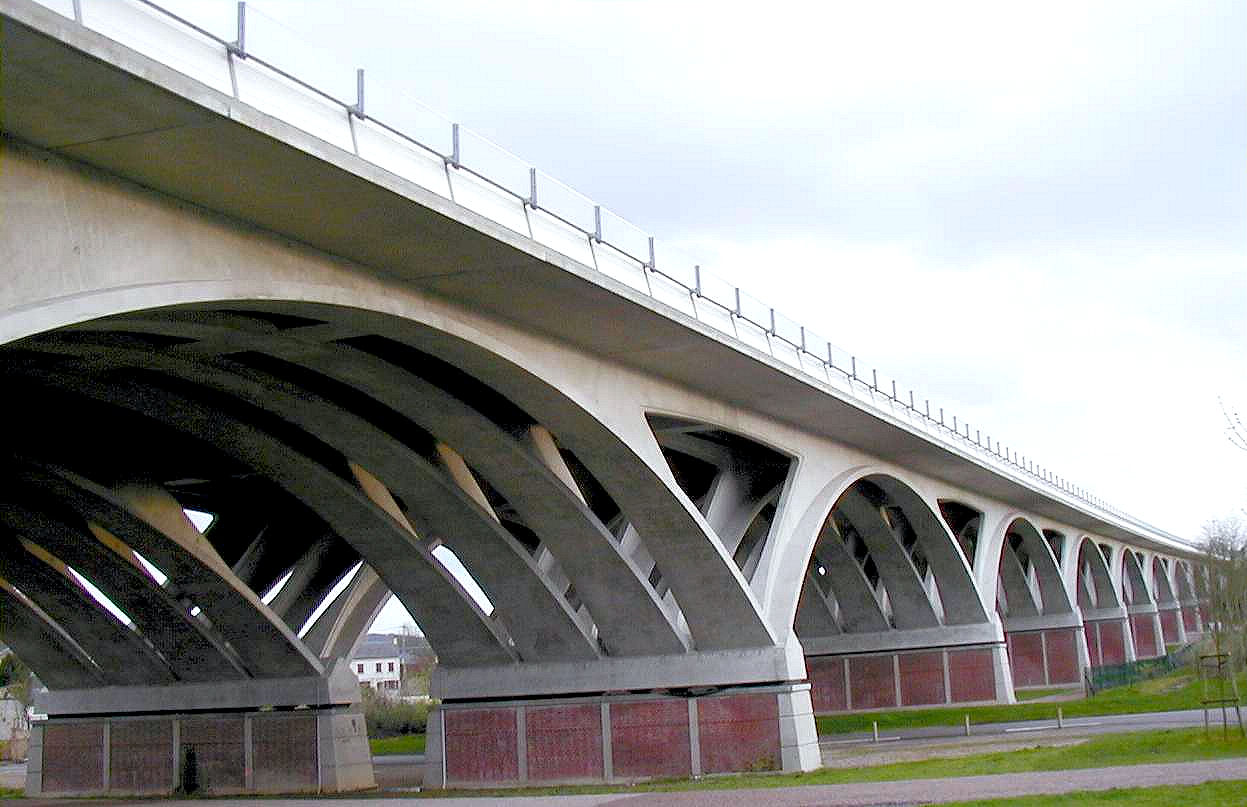
Le viaduc de la Rivière-Saint-Sauveur au-dessus de la Morelle.

### Viaduc
Au sud du pont de Normandie sur la Seine et le chenal de Rouen, le prochain viaduc est celui sur la Morelle, le viaduc de la Rivière-Saint-Sauveur.
.

### Moulins
Voir le moulin d'Ablon, sur la Morelle appartenant à Letellier de Brothonne en 1849.